# NGC 602
NGC 602 est un jeune amas ouvert d'étoiles âgé d'environ 5 millions d'années. Il a été découvert par l'astronome écossais James Dunlop le 1er août 1826.

## Position

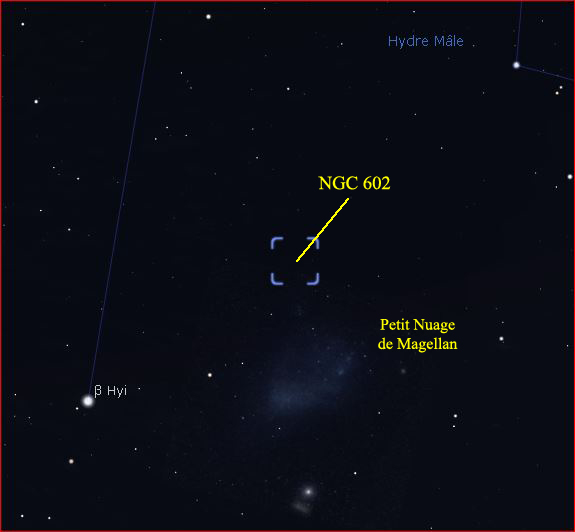
NGC 602 et le Petit Nuage de Magellan (Stellarium).

Cet amas est situé en périphérie du Petit Nuage de Magellan (PNM), vers le nord, dans la constellation de l'Hydre mâle. Il est situé dans une région où la densité d'étoiles et de gaz est faible. Le rayonnement et l'onde de choc engendrés par les étoiles de l'amas ont repoussé la majeure partie du gaz et de la poussière qui composent maintenant la nébuleuse appelée N90. Ce processus a engendré à son tour de nouvelles zones semblables aux Piliers de la création de la nébuleuse de l'Aigle, zones propices à la naissance de nouvelles étoiles. Dans ces zones, des étoiles en devenir, encore entourées de leur cocon de poussière, sont invisibles pour les télescopes optiques, mais on peut quand même les étudier dans le domaine de l'infrarouge grâce au télescope spatial Spitzer. On a découvert plusieurs étoiles dite précurseurs de la séquence principale grâce à l'imageur IRAC (Infrared Array Camera) du télescope Spitzer.
Cet amas est particulièrement intéressant parce qu'il est situé dans l'aile du PNM menant au Pont magellanique, donc dans une zone où l'abondance chimique est peu élevée. Ses propriétés chimiques devraient donc être semblables à celle de l'univers encore jeune. Comme l'amas est relativement isolé, il est facile à étudier. 
À l'aide d'une image infrarouge de NGC 602 réalisée par le télescope spatial James Webb, une équipe internationale a pu y détecter plusieurs astres candidats au titre de naine brune, observés pour la première fois en dehors de la Voie lactée.

## Galerie

NGC 602 capté par le télescope spatial Weeb
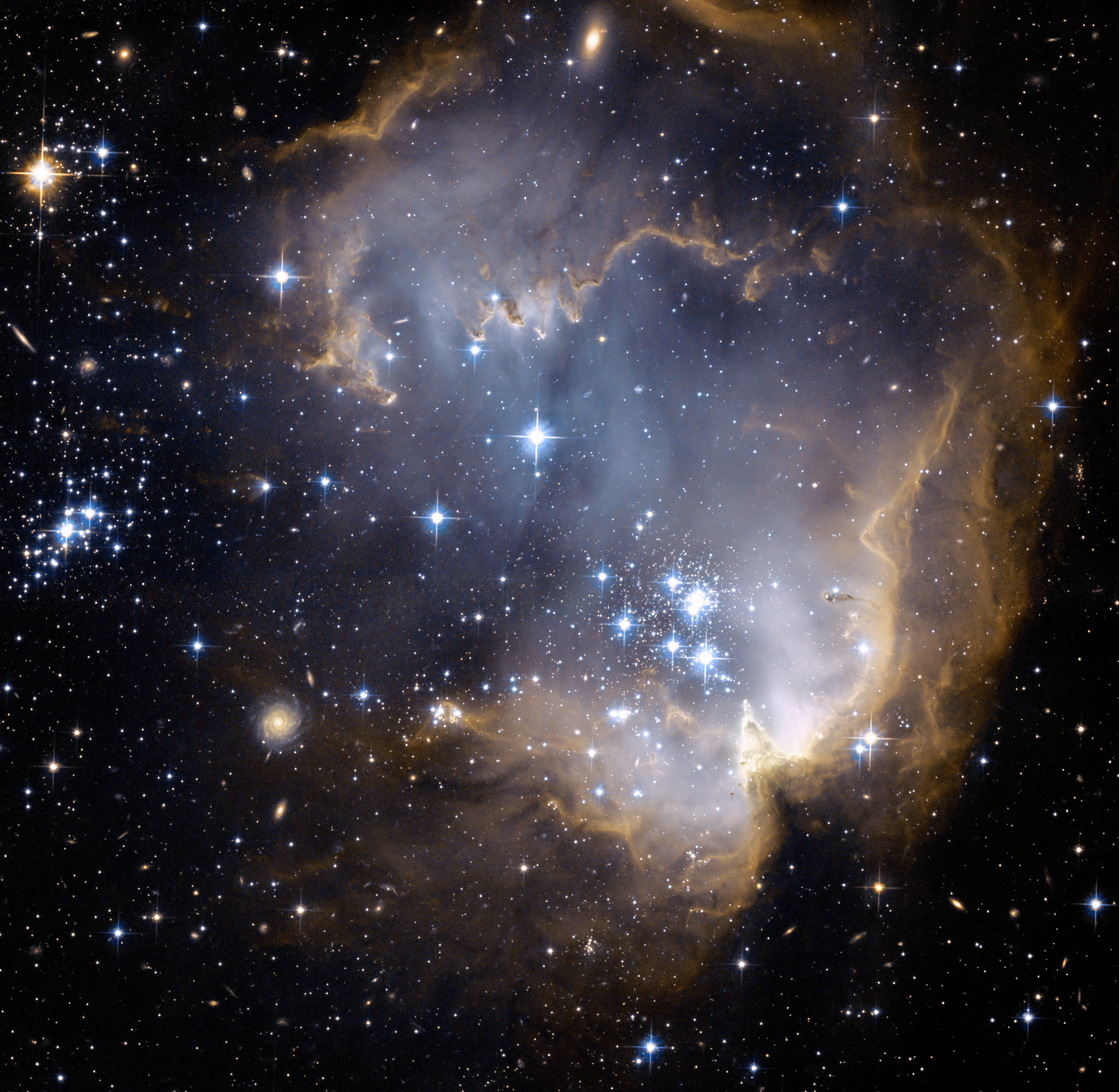
L'amas ouvert NGC 602 par le télescope spatial Hubble.
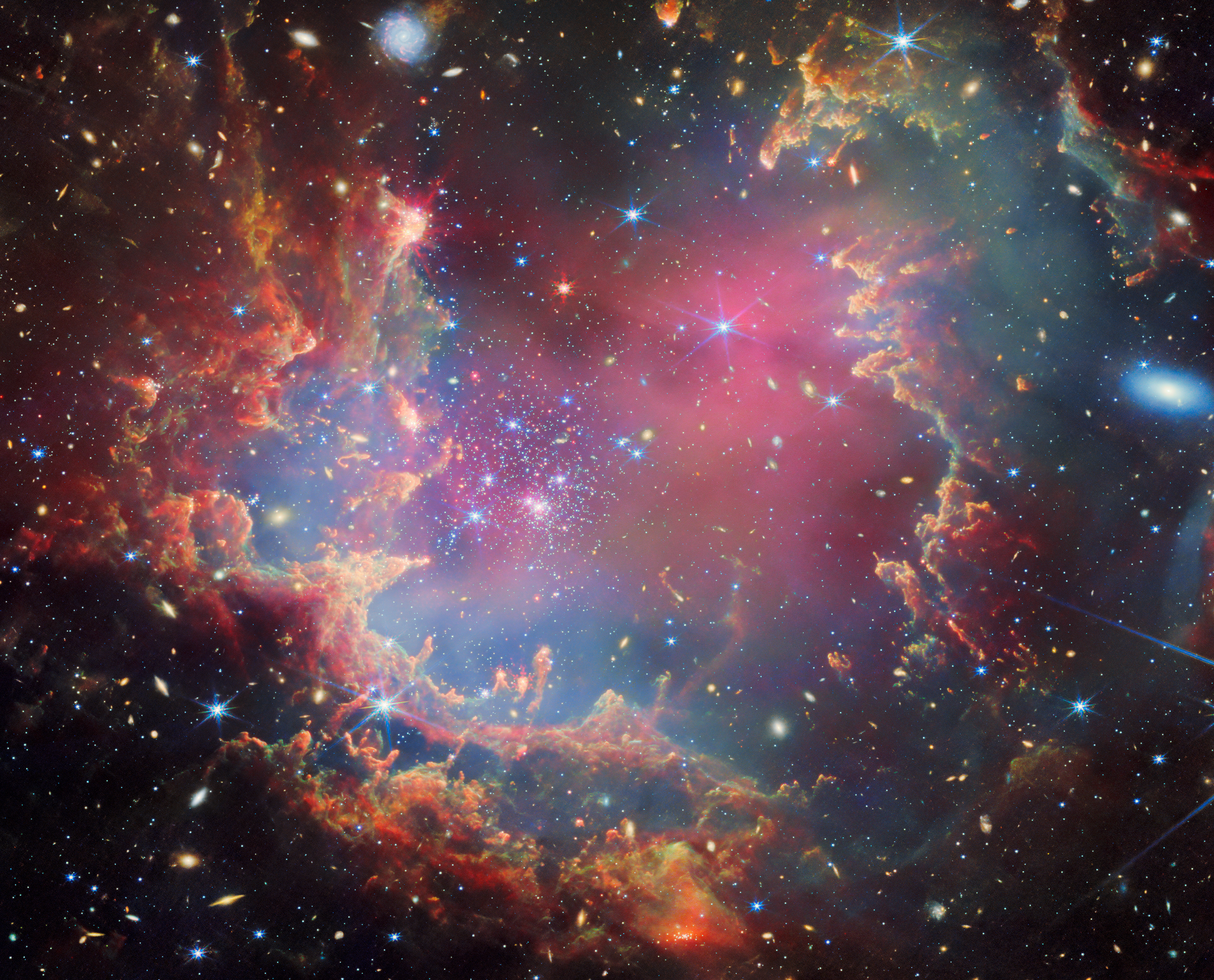
NGC 602 imagé en infrarouge par le télescope spatial James Webb (2024).
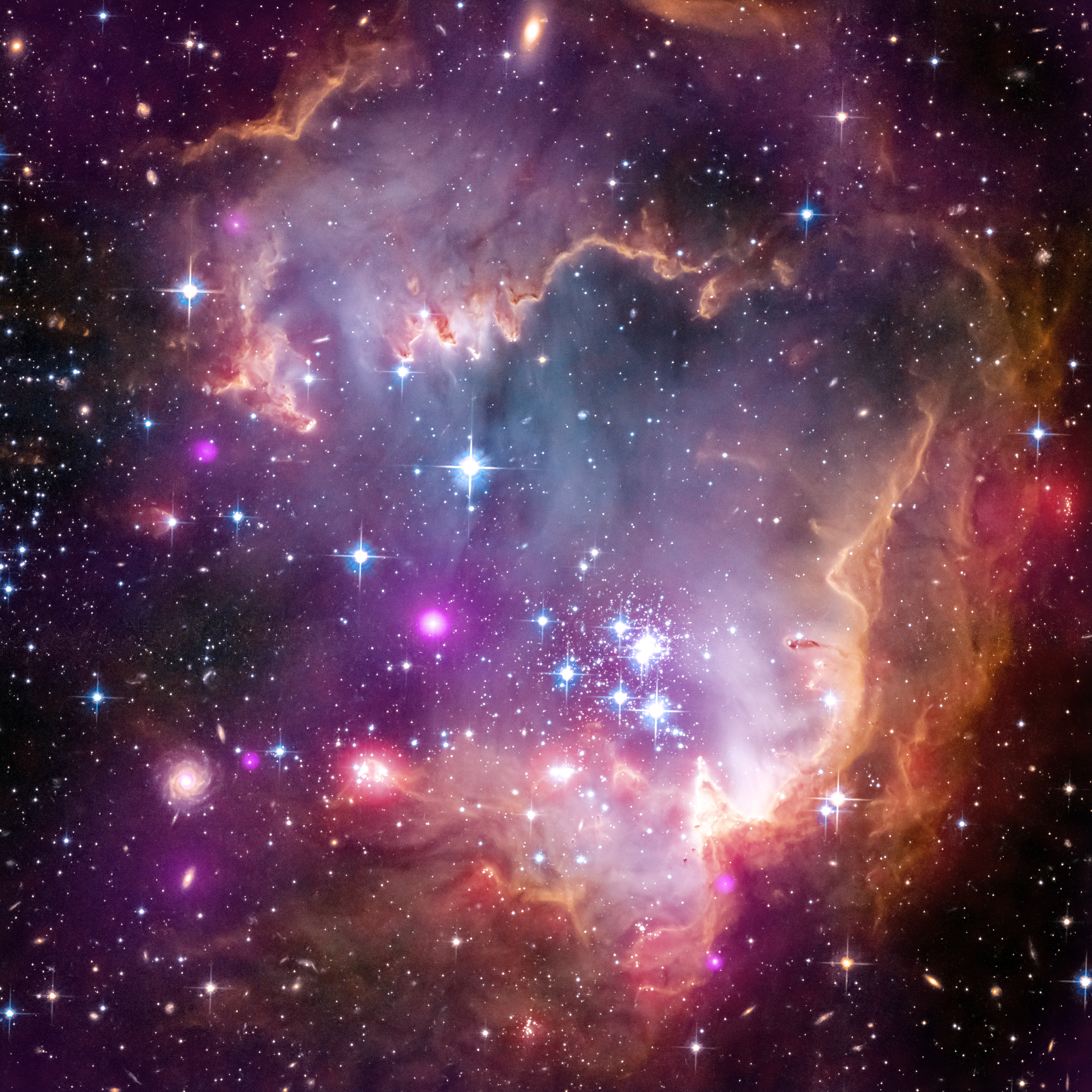
Image composite construite à partir des données des télescopes spatiaux Hubble (visible), Chandra (rayons X) et Spitzer (infrarouge).